# Department of Veterans' Affairs
Department of Veterans' Affairs, DVA (Departament ds. Weteranów, Ministerstwo ds. Weteranów) – australijski urząd federalny zajmujący się wydawaniem odszkodowań oraz wsparciem dla weteranów oraz ich rodzin, którzy w wyniku służby w Australian Defence Force (Siły Obrony Australii) ponieśli śmierć oraz zostali rani lub zachorowali. Departament ds. Weteranów posiada swoje biura we wszystkich stanach i terytoriach Australii. Departament w ramach swoich usług świadczy usługi rehabilitacyjne w zakresie: rehabilitacji medycznej, rehabilitacji psychospołecznej oraz rehabilitacji zawodowej. Świadczenie usług rehabilitacyjnych świadczone są na mocy trzech ustaw: 
- The Veterans' Entitlements Act 1986: obejmuje osoby, które brały udział w działaniach wojennych przed 1 lipca 2004 roku oraz osoby, które służyły w czasie pokoju pomiędzy grudniem 1972 a 30 czerwca 2004
- The Veterans' Entitlements Act 1986: obejmuje osoby, które służyły w wojsku w trakcie pokoju lub brały udział w misiach pokojowych do 30 czerwca 2004 roku oraz osoby w służbie operacyjnej od 7 kwietnia 1994 do 30 czerwca 2004
- The Safety, Rehabilitation and Compensation Act 1988: obejmuje osoby, które służyły w australijskich silach zbrojnych po 1 lipca 2004.